# Edward Van Dyck
Edward Van Dyck (Herent, 22 de març de 1918 - Leuven, 22 d'abril de 1977) va ser un ciclista belga, professional entre 1941 i 1952. En aquests anys va obtenir nombroses victòries. La més important n'és el triomf a la Volta a Espanya de 1947.

## Palmarès[2]
- 1941
  - Vencedor d'una etapa del Circuit de Bèlgica
- 1942
  - 1r de l'Anvers-Gant-Anvers
  - 1r del Premi d'Hollogne-aux-Pierres
- 1943
  - 1r al Gran Premi de Valònia
  - 1r del Premi de Roosbeek
- 1944
  - 1r del Premi de Bertem
  - 1r del Premi de Verviers
- 1945
  - 1r del Premi de Bertem
  - Vencedor d'una etapa a la Volta a Bèlgica
- 1946
  - 1r de la Brussel·les-Ingooigem
  - 1r a la Volta a Limburg
  - 1r del Premi de Ninove
- 1947
  -  1r de la Volta a Espanya i vencedor de 2 etapes
- 1948
  - Vencedor d'una etapa al Tour de França
- 1949
  - 1r del Premi de Rijkevorsel
  - Vencedor de 5 etapes al Tour d'Algèria
- 1950
  - 1r del Gran Premi de Stad Vilvoorde
  - Vencedor de 3 etapes al Tour d'Algèria
- 1951
  - 1r del Premi de Leuven

### Resultats al Tour de França
- 1948. 14è de la classificació general i vencedor d'una etapa
- 1949. Abandona (11a etapa)

### Resultats a la Volta a Espanya
- 1947. 1r de la classificació general i vencedor de 2 etapes